# José Montalva
José Francisco Juan Diego Montalva Feuerhake (Villarrica, 28 de mayo de 1985) es un abogado y político chileno, exmilitante del Partido por la Democracia (PPD). Se desempeñó como gobernador provincial de Cautín entre 2014 y 2016, durante el segundo Gobierno de Michelle Bachelet. Entre octubre de 2022 y noviembre de 2024 fue Delegado presidencial regional de La Araucanía bajo el gobierno del presidente Gabriel Boric.

## Biografía
Nació el 28 de mayo de 1985 en Villarrica, hijo de José Francisco Montalva y Cecilia Feuerhake.
En 2003 egresó de la educación secundaria en el Colegio del Verbo Divino de Santiago e ingresó a la Universidad Diego Portales al año siguiente para estudiar derecho, titulándose como abogado en 2012.

## Carrera política
Entre 2005 y 2007 tuvo distintos cargos como dirigente estudiantil en la Universidad Diego Portales.
En 2012 inicia labores como asesor parlamentario del senador Eugenio Tuma, quien representaba a la circunscripción Araucanía Sur. Se desempeñó como presidente comunal de Villarrica del Partido por la Democracia, en el que milita.
En las elecciones parlamentarias de 2013 fue candidato a diputado por el distrito N.°52, que comprendía las comunas de Cunco, Curarrehue, Gorbea, Loncoche, Pucón, Toltén y Villarrica, no logrando ser electo.
Asumió como gobernador de la provincia de Cautín el 11 de marzo de 2014, nombrado por la presidenta Michelle Bachelet en su segundo Gobierno. Ejerció dicho cargo hasta el 11 de noviembre de 2016, fecha en que renunció para postular como candidato a diputado en las elecciones del año siguiente.
Se presentó como postulante a la Cámara Baja en los comicios de 2017, representando al pacto La Fuerza de la Mayoría en el distrito N.°23, integrado por las comunas de Carahue, Cholchol, Cunco, Curarrehue, Freire, Gorbea, Loncoche, Nueva Imperial, Padre Las Casas, Pitrufquén, Pucón, Saavedra, Temuco, Teodoro Schmidt, Toltén y Villarrica, no logrando ser electo.
El 1 de octubre de 2022 es designado como Delegado Presidencial Regional de La Araucanía por el presidente Gabriel Boric, tras la renuncia de Raúl Allard. Presentó su renuncia al cargo de Delegado Presidencial el 15 de noviembre de 2024, con el fin de presentarse como candidato en las elecciones parlamentarias de 2025.

## Historial electoral

### Elecciones parlamentarias de 2013
- Elecciones parlamentarias de 2013, candidato a diputado por el distrito N.°52 (Cunco, Curarrehue, Gorbea, Loncoche, Pucón, Toltén y Villarrica).[12]

### Elecciones parlamentarias de 2017
- Elecciones parlamentarias de 2017, candidato a diputado por el distrito N.°23 (Carahue, Cholchol, Cunco, Curarrehue, Freire, Gorbea, Loncoche, Nueva Imperial, Padre Las Casas, Pitrufquén, Pucón, Saavedra, Temuco, Teodoro Schmidt, Toltén y Villarrica)[9]